# Rejon laszkowski
Rejon laszkowski (ukr. Ляшківський район), w 1944 rejon dołholaszkowski (ukr. Довголашківський район) – dawna jednostka podziału administracyjnego Ukraińskiej Socjalistycznej Republiki Radzieckiej w Związku Socjalistycznych Republik Radzieckich w latach 1940–1941 i 1944. Należał do obwodu lwowskiego. Siedziba władz rejonu znajdowała się w Laszkach.
Rejon laszkowski został utworzony 17 stycznia 1940 na podstawie dekretu Prezydium Rady Najwyższej USRR o podziale na rejony zachodnich obwodów USRR, kiedy to w obwodzie lwowskim utworzono 37 rejonów, między innymi laszkowski. Rejon objął obszary na wschód od Sanu na Płaskowyżu Tarnogrodzkim:
- całą gminę Laszki;
- prawobrzeżną część gminy Munina (gromady Koniaczów, Sobiecin, Surochów, Wietlin i Wysocko);
- prawobrzeżną część gminy Radymno (gromady Duńkowice, Grabowiec, Łazy, Michałówka i Nienowice);

Obszary te należały przed wojną do powiatu jarosławskiego w województwie lwowskim.
Rejon laszkowski przestał istnieć wraz z wybuchem wojny niemiecko-radzieckiej 22 czerwca 1941. Jego tereny weszły w skład Landkreis Jaroslau dystryktu krakowskiego Generalnego Gubernatorstwa.
Rejon został odtworzony 23 lipca 1944, po zajęciu tych terenów przez Armię Czerwoną.
15 sierpnia 1944 r. Prezydium Rady Najwyższej Ukraińskiej SRR zmieniło nazwę Laszek na Довгі Ляшки, po czym nazwę rejonu zmieniono na Довголашківський район (rejon dołholaszkowski).
W październiku 1944, w wyniku wytyczenia granicy między ZSRR a Polską, cały rejon laszkowski wszedł w skład Polski, gdzie został włączony do reaktywowanego powiatu jarosławskiego, który 18 sierpnia 1945 wszedł w skład nowo utworzonego woj. rzeszowskiego.